# Val-Tétreau
Val-Tétreau est un quartier situé à Gatineau dans le district du Manoir-des-Trembles-Val-Tétreau et dans le village urbain Du Parc. Il s’agit d’un quartier à forte teneur résidentielle comptant une université, une école primaire, plusieurs commerces et parcs. Le quartier tire son nom du notaire Nérée Tétreau (1842-1911) qui fut également Secrétaire-trésorier de la Commission scolaire de Hull entre 1866 et 1868, et de la Municipalité de Hull de 1870 à 1875. Il avait épousé à Hull, en 1868, Adèle Leduc. Le quartier est délimité par la rue des Orchidées à l’ouest, la rue Scott à l’est, le parc de la Gatineau au nord, et la rivière des Outaouais au sud.

## Sites d’intérêt

### Parc Moussette
Le parc Moussette est un parc municipal de la Ville de Gatineau. Le site a été inauguré en 1928 pour créer le parc d’attractions Luna, un espace vert avec un petit zoo, des manèges, un stand de tir, une patinoire et un pavillon de danse où l’on organise des marathons de danse typiques des années 1930. Comme aujourd’hui, on y trouvait des tables à pique-nique et une plage sablonneuse pour la baignade. « La crise des années 1930 conduira à la fermeture du parc en 1935 qui sera réaménagé trois ans plus tard en parc municipal. Il prend alors le nom du maire de Hull, Alphonse Moussette, élu en 1936. » Le parc possède aujourd’hui différentes installations sportives et on y trouve le Centre communautaire Tétreau.

#### Parc Luna
De 1925 jusqu’aux années 1940, un parc d’attractions, le parc Luna, se trouvait sur le site actuel du parc Moussette. Au fil des ans, on y a trouvé une montagne russe en bois, une piscine, un terrain de baseball, une piste d’athlétisme, un terrain de pique-nique, des projections de film et une salle de danse qui a fait la renommée du parc. Des marathons de danse y ont été organisés pendant quelques années et certains se sont étirés jusqu’à 72 heures, s’attirant les critiques d’associations féministes. En 1929, un zoo a été ajouté au parc, d’où deux alligators se seraient sauvés pour rejoindre la rivière des Outaouais.

### Parc Brébeuf
Situé en bordure de la rivière des Outaouais, le parc Brébeuf est un parc gazonné possédant une grande variété d’arbres et est maintenu par la Commission de la capitale nationale. Le parc commémore le passage des missionnaires, des explorateurs et des voyageurs en Outaouais, et est nommé en l’honneur du Père Jésuite Jean de Brébeuf, décédé à cet endroit en 1649. « L’endroit demeure aujourd'hui le seul endroit de l'Outaouais où on peut encore voir les traces des sentiers imprégnées dans le sol par des siècles de passages. »

### Borne du chemin Britannia
« Érigée en 1820 par Philemon Wright, cette borne milliaire marque le premier mille complété sur le chemin Britannia, une voie de contournement de la chute et des rapides de la rivière des Outaouais dont la construction avait démarré en 1818. » La borne se trouve en bordure du parc de la Gatineau, entre les rues Bégin et Coallier, du côté nord du boulevard Alexandre-Taché. Elle est accompagnée d’une plaque commémorative.

### Cimetière Saint James

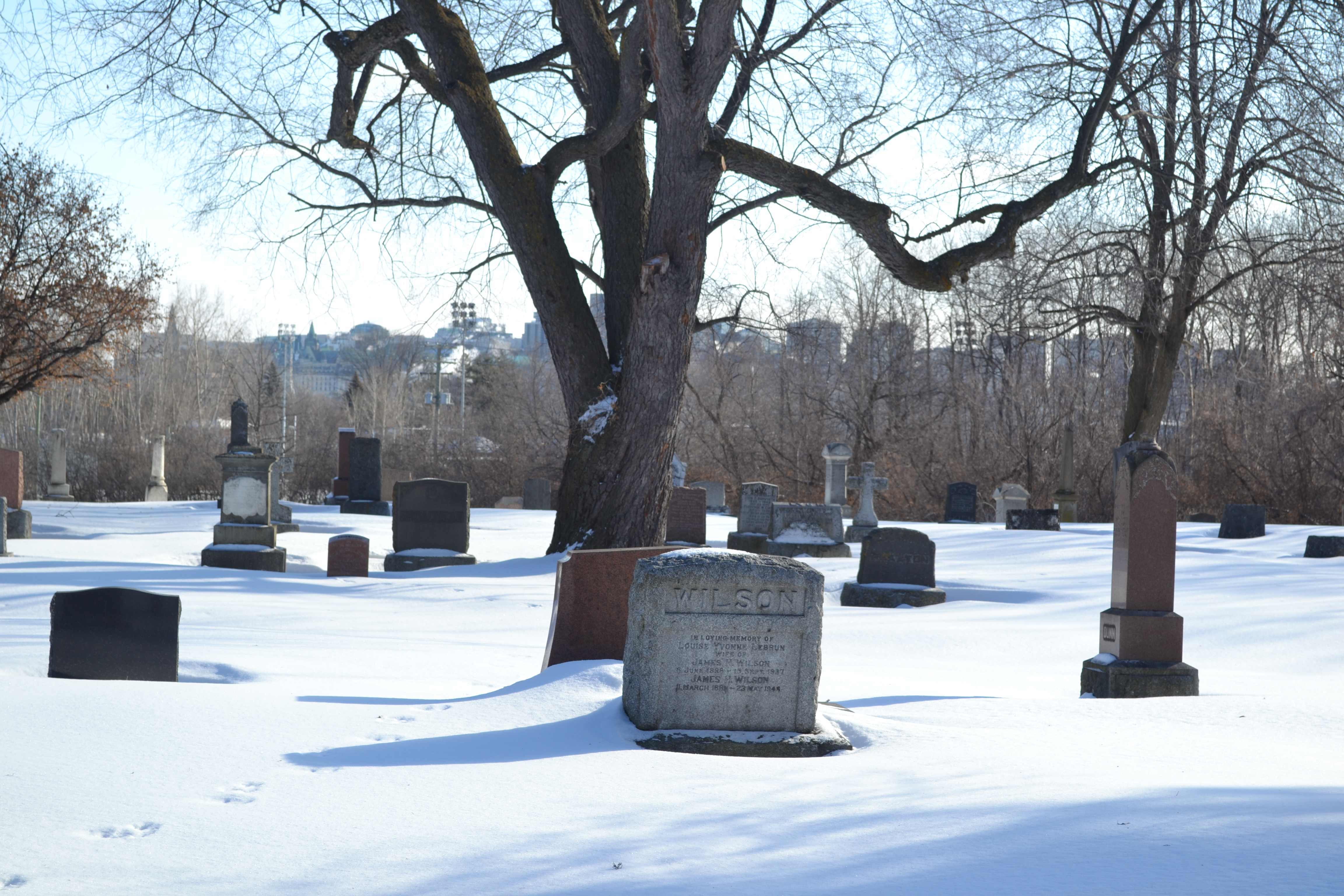
Cimetière Saint James en 2018.

Le cimetière Saint James situé près de l'Université du Québec en Outaouais (UQO) sur le boulevard Alexandre-Taché est un lieu de sépulture de tradition anglicane probablement aménagé à partir de 1820 et constitue un témoin privilégié des pratiques funéraires des XIXe et XXe siècles, notamment des changements de goûts en matière de monuments funéraires. Il s'agit d'un des plus anciens lieux de sépulture de l'Outaouais. Plusieurs personnes ayant marqué l'histoire régionale y sont enterrées, dont Philemon Wright et son épouse Abigail Wyman, le premier maire de Bytown (aujourd'hui Ottawa), John Scott, Nicholas Sparks qui détenait la majeure partie des terres du futur centre-ville de la capitale canadienne, l'industriel Lyman Perkins, ainsi que Robert Bell, arpenteur, journaliste et fondateur du journal « Ottawa Citizen ». Un monument commémoratif, érigé par une loge maçonnique en mémoire de l'homme d'affaires Ezra Butler Eddy, se trouve également sur le site.

## Éducation

### Université du Québec en Outaouais (UQO)
L’Université du Québec en Outaouais (UQO) a été créée en 2002, sur les bases de l’Université du Québec à Hull (UQAH) fondée en 1981. L’UQO est membre du réseau de l’Université du Québec. Les activités universitaires en Outaouais et dans les Laurentides remontent à 1971. À l’automne 2019, 7 075 personnes étaient inscrites. À l’hiver 2020, 557 personnes faisaient partie du personnel régulier et 372 étaient chargés de cours.

### École primaire Jean-de-Brébeuf

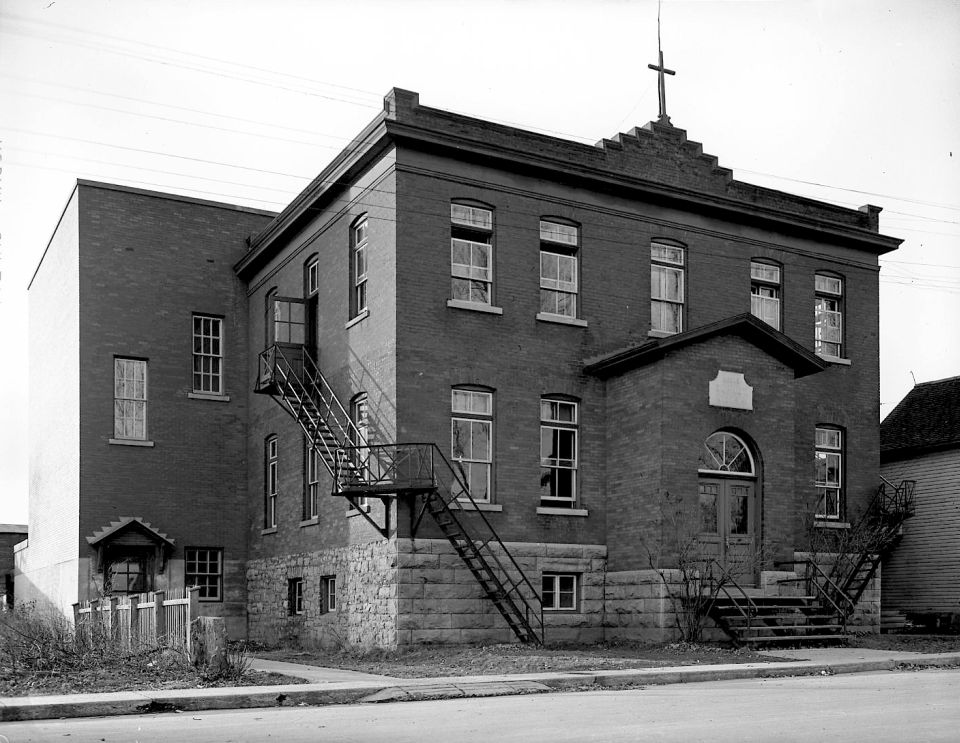
École Duhaut en 1974

L’École primaire Jean-de-Brébeuf ouvre ses portes en 1961. Dans un contexte de croissance considérable de la population de Val-Tétreau dans la seconde moitié du XXe siècle, l’École Duhaut, anciennement Sainte-Adèle, puis Saint-Joseph, ne pouvait plus suffire à la demande. L’édifice de l’École Duhaut construit dans les années 1890 se trouve toujours sur la rue Bégin, en face de l’église Notre-Dame-de-Lorette, mais sert désormais d’immeuble résidentiel.

## Activités

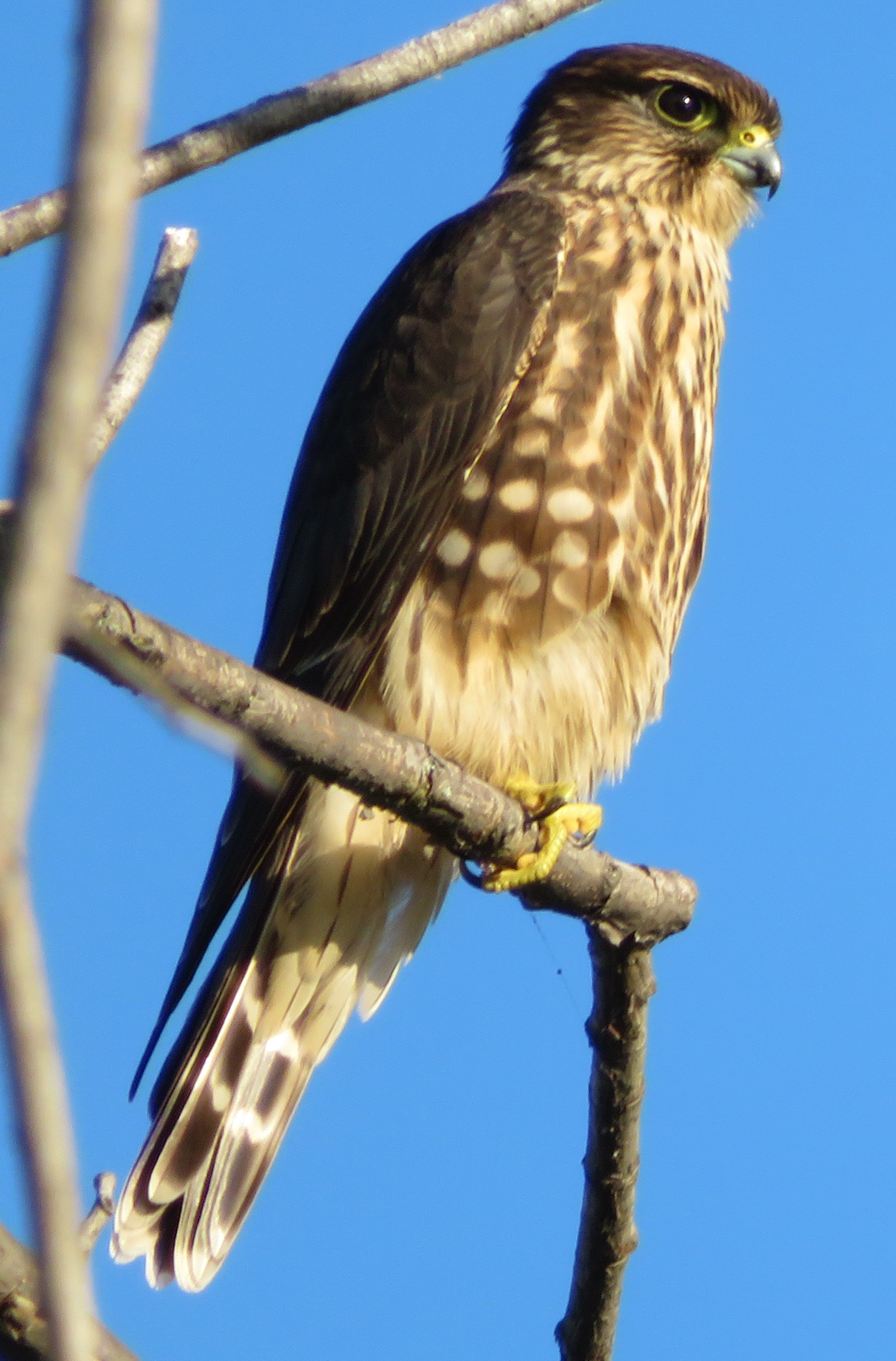
Faucon émerillon, parc Brébeuf, le 18 août 2020.

### Ornithologie
Les parcs Moussette et Brébeuf sont très prisés par les ornithologues amateurs de la région, les deux figurant dans le palmarès des sites publics les plus courus de la base de données en ligne eBird.

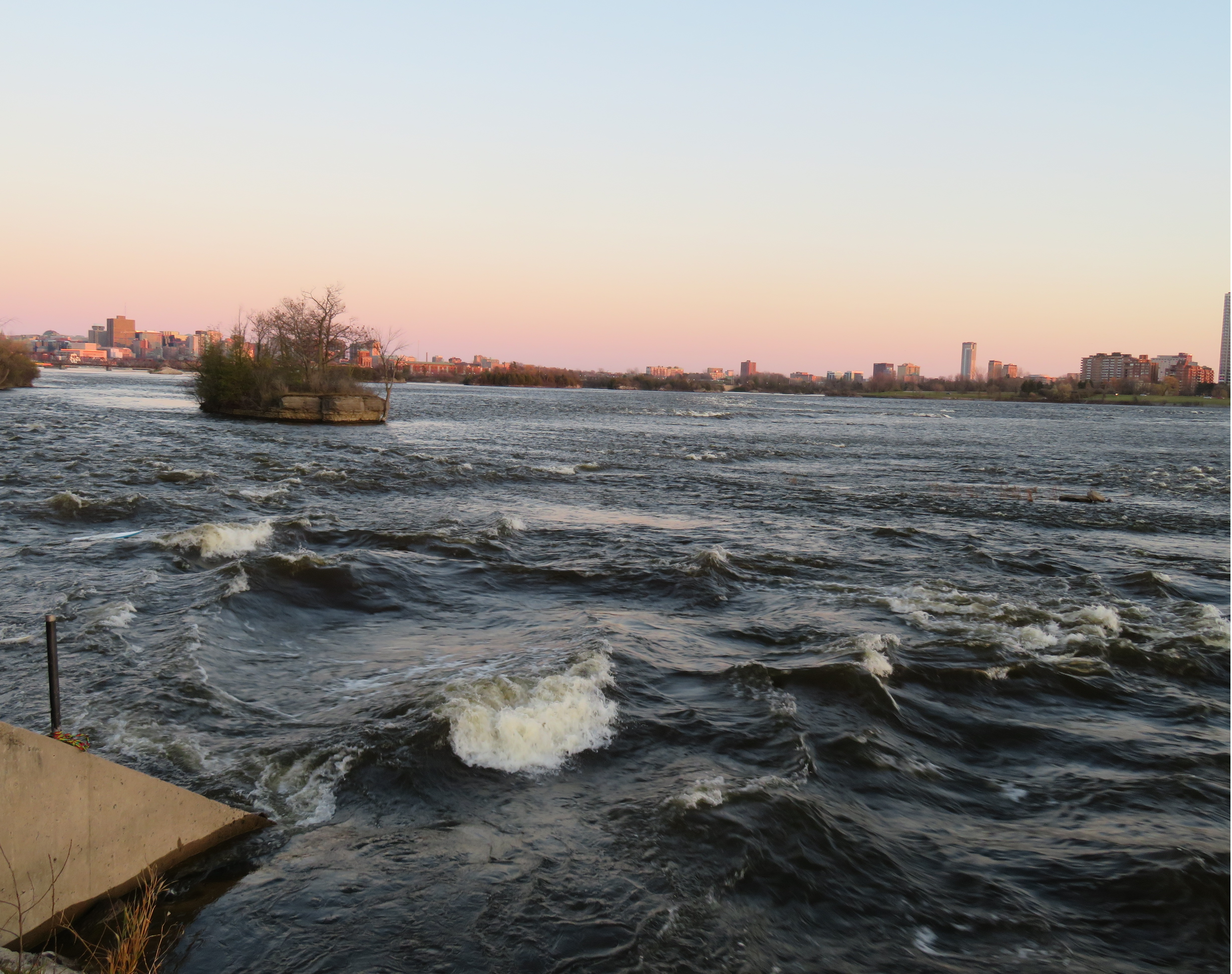
"Sewer Wave" au parc Brébeuf.

### Surf de rivière
À partir du parc Brébeuf, les surfeurs et kayakistes de rivières ont accès à certaines des vagues les plus populaires de la région, notamment la « Sewer Wave » qui peut être surfée presque toute l’année.

## Commerces et alimentation
Le quartier compte plusieurs commerces, dont une station-service, une boutique d’articles de sports, une clinique dentaire, un dépanneur, une épicerie, un motel, un bar, deux garages, des salons de coiffure, un hôpital vétérinaire, une crèmerie et quelques restaurants, le plus couru étant Edgar de la cheffe Marysol Foucault. Depuis 2020, le Marché de l’Outaouais est présent tous les jeudis de l’été jusqu’à la mi-octobre au parc Moussette pour y mettre en vedette une foule de produits locaux.

## Édifices notables

### Établissement de détention de Hull
Construit dans les années 1940 sous le gouvernement de Maurice Duplessis, l’Établissement de détention de Hull est aujourd’hui une prison pour hommes condamnés à deux ans moins un jour ou en attente de procès.

### Église Notre-Dame-de-Lorette
Construite en 1958, l’église Notre-Dame-de-Lorette est la seule église de Val-Tétreau et est toujours en activité aujourd’hui. Elle a été conçue par l’architecte René Richard et elle dispose d’un orgue de Casavant Frères (no. 2471) et de vitraux de Theo Lubbers.

### Conservatoire de musique de Gatineau (Maison Riverview)

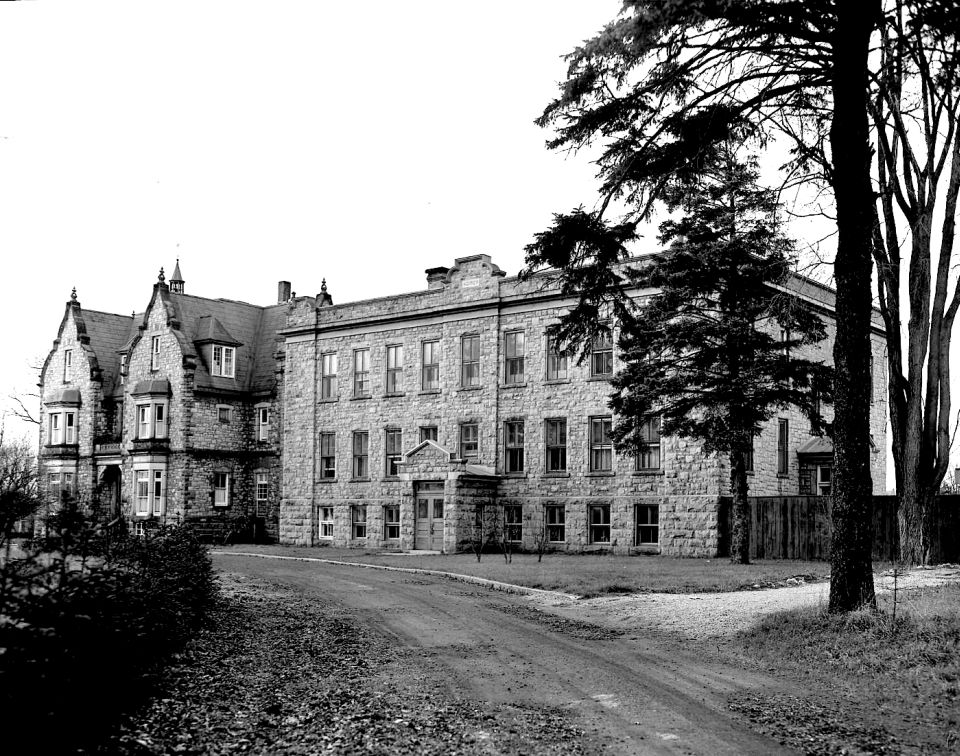
Photo de l'Orphelinat Sainte-Thérèse-de-l'Enfant-Jésus en 1947, aujourd'hui le Conservatoire de musique de Gatineau

Le Conservatoire de musique de Gatineau a vu le jour en 1967 et fait partie du réseau du Conservatoire de musique et d’art dramatique du Québec. Depuis 1987, le Conservatoire de musique de Gatineau, fondé en 1967, loge dans la résidence David Moore sur le boulevard Alexandre-Taché, cité monument historique en 1975. Construite entre 1860 et 1865, cette résidence de David Moore, marchand de bois et propriétaire terrien, fut la première boîte de nuit du chemin d'Aylmer pendant quelques années, après la Première Guerre mondiale. En 1927, des religieuses y ouvrent un orphelinat qui accueille des enfants jusqu'en 1972.

## Services publics et gouvernementaux
Val-Tétreau compte un poste de service d’Hydro-Québec, le poste de Val-Tétreau, ainsi qu’une usine de production d'eau potable rénovée en 2019 et dont la capacité de filtration est passée de 86 000 à 113 000 m3 par jour, soit l'équivalent de 30 piscines olympiques par jour, comparativement à 22 auparavant. Fondé en 1965, l'Hôpital en santé mentale Pierre-Janet est le seul hôpital psychiatrique de l'Outaouais. Il a le mandat régional d'offrir des services spécialisés en santé mentale pour toute la population de l'Outaouais.